# Positron
Das Positron (Kofferwort aus positive Ladung und Elektron), Formelzeichen {\displaystyle \mathrm {e} ^{+}\!\,}, ist ein Elementarteilchen aus der Gruppe der Leptonen. Es ist das Antiteilchen des Elektrons, mit dem es bis auf das Vorzeichen der elektrischen Ladung und des magnetischen Moments in allen Eigenschaften übereinstimmt. 
Treffen ein Positron und ein Elektron aufeinander, kann eine Paarvernichtung (Annihilation) eintreten. In einem idealen Vakuum, in dem es keine Elektronen gibt, sind Positronen hingegen stabil.
Das Positron war das erste bekannte Antiteilchen. Seine Existenz wurde 1928 von Paul A. M. Dirac vorhergesagt. Carl David Anderson entdeckte es am 2. August 1932 experimentell in der kosmischen Strahlung und gab ihm auch seinen Namen. Da sich die quantenmechanischen Eigenschaften aller Elektronen, abgesehen von Ladung und Helizität, gleichen, wurde das Wortpaar Positron – Negatron für die beiden Varianten des Elektrons vorgeschlagen. Die Bezeichnung Negatron hat sich allerdings nicht durchgesetzt und wird in der Literatur heute nur noch gelegentlich benutzt.

## Entstehung
Positronen entstehen 
- beim β+-Zerfall (einer der beiden Arten des Betazerfalls)
- beim Zerfall positiver Myonen (z. B. aus der Kosmischen Strahlung)
- bei der Proton-Proton-Reaktion im Zentrum der Sonne
- bei der Paarbildung in energiereichen Stoßprozessen – im Einzelnen:
  - Wechselwirkung harter Gammastrahlung mit Materie
  - Experimente an Teilchenbeschleunigern
  - Wechselwirkung der kosmischen Strahlung mit der Erdatmosphäre
  - Terrestrischen Gammablitzen

In normaler Umgebung „verschwinden“ Positronen innerhalb kürzester Zeit durch gegenseitige Annihilation mit Elektronen, in der Regel unter Emission zweier oder dreier Gammaquanten. Der Annihilation kann die Bildung eines Positroniumatoms vorausgehen. Nur in einem sehr guten Vakuum können Positronen mittels Magnetfeldern aufbewahrt werden.

## Anwendungen
Anwendungen von Positronen außerhalb der grundlagenphysikalischen Forschung beruhen auf der speziellen, leicht zu identifizierenden Strahlung der Paarvernichtung. Insbesondere die Positronen-Emissions-Tomographie (PET) ist in der modernen Medizintechnik ein wichtiges bildgebendes Verfahren. Hierbei wird dem Patienten ein Positronen emittierendes Radiopharmakon verabreicht, und zwar ein Stoff, der im Stoffwechsel des Menschen vorkommt (bspw. Glucose). An das Molekül dieses Stoffes ist ein β+-radioaktives Atom entweder zusätzlich oder an Stelle eines nicht radioaktiven Atoms angekoppelt. Die Glucose wird von Geweben mit hohem Energiebedarf wie Tumoren oder dem Gehirn vermehrt verstoffwechselt, ist dort also höher konzentriert als in anderen Regionen. Die bei der Positron-Elektron-Annihilation paarweise entstehenden Gammaquanten werden mit Detektoren außerhalb des Körpers nachgewiesen. Da die Quanten eines Paares stets in entgegengesetzten Richtungen davonfliegen, lässt sich eine Anhäufung der strahlenden Glucosemoleküle gut lokalisieren, und ihre Konzentration kann bildlich sichtbar gemacht werden.
Das hierfür verwendete radioaktive Nuklid muss einerseits langlebig genug sein, dass es in ein Biomolekül eingebaut und vom Herstellungslabor (meist einer Zyklotron-Anlage) zum Patienten gebracht werden kann, andererseits jedoch kurzlebig genug, um während der Messung Bildgebung zu ermöglichen, danach aber den Patienten nicht mehr unnötig mit Strahlung zu belasten. Der hauptsächlich benutzte Tracer bei der PET ist FDG-18, bei dem eine OH-Gruppe durch ein radioaktives Atom 18F (Halbwertszeit 109,77 min) ersetzt ist.